# Le Thuit-Simer
Le Thuit-Simer ist eine Ortschaft und eine ehemalige französische Gemeinde mit 486 Einwohnern (Stand: 1. Januar 2018) im Département Eure in der Region Normandie. Sie gehörte zum Arrondissement Bernay und zum Kanton Bourgtheroulde-Infreville.
Mit Wirkung vom 1. Januar 2016 wurden die früheren Gemeinden Le Thuit-Anger, Le Thuit-Signol und Le Thuit-Simer zu einer Commune nouvelle mit dem Namen Le Thuit de l’Oison zusammengelegt und besitzen seither in der neuen Gemeinde den Status einer Commune déléguée. Der Verwaltungssitz befindet sich im Ort Le Thuit-Signol.

## Lage
Le Thuit-Simer liegt in Nordfrankreich etwa 23 Kilometer südsüdwestlich von Rouen.

## Bevölkerungsentwicklung
| Jahr                       | 1962 | 1968 | 1975 | 1982 | 1990 | 1999 | 2006 | 2012 |
| -------------------------- | ---- | ---- | ---- | ---- | ---- | ---- | ---- | ---- |
| Einwohner                  | 143  | 155  | 189  | 243  | 342  | 347  | 376  | 444  |
| Quellen: Cassini und INSEE |      |      |      |      |      |      |      |      |

## Sehenswürdigkeiten
- Kirche Saint-Ouen